# Trans-Afrikaanse weg 8
De Trans-Afrikaanse weg 8 (Engels: Trans-African Highway 8) is volgens het Trans-Afrikaanse wegennetwerk de route tussen Lagos en Mombassa. De route volgt de evenaar in Midden-Afrika en heeft een lengte van 6.259 kilometer.

## Route
De weg begint in Lagos, tot 1991 de hoofdstad van Nigeria. Daarna loopt de weg oostwaarts, richting de grens met Kameroen. Vanaf het oosten van Kameroen tot het westen van de Centraal-Afrikaanse Republiek loopt de Trans-Afrikaanse weg 3 over hetzelfde traject. In Baoro splitsen beide wegen en loopt de Trans-Afrikaanse weg 8 verder naar de hoofdstad Bangui. De hoofdroute steekt hier de rivier Kongo over naar Congo-Kinshasa. Een alternatieve route steekt verder naar het oosten de Kongo over. Beide routes komen in Buta samen. Daarna loopt de weg via Oeganda naar Kenia. In de Keniaanse hoofdstad Nairobi wordt de Trans-Afrikaanse weg 4 gekruist, om uiteindelijk te eindigen in Mombassa.

## Nationale wegnummers
De Trans-Afrikaanse weg 8 loopt over de volgende nationale wegnummers, van west naar oost:
| Nummer                        | Tracé                                         |
| Nigeria                       | Nigeria                                       |
| ----------------------------- | --------------------------------------------- |
| ?                             | Lagos - Benin City                            |
| A232                          | Benin City - Enugu                            |
| A343                          | Enugu - Emandak                               |
| A4                            | Emandak - Ikom                                |
| ?                             | Ikom - Kameroen                               |
| Kameroen                      |                                               |
| N6                            | Nigeria - Bafoussam                           |
| N4                            | Bafoussam - Obala                             |
| N1                            | Obala - Garoua Boulai                         |
| ?                             | Garoua Boulai - Centraal-Afrikaanse Republiek |
| Centraal-Afrikaanse Republiek |                                               |
| RN3                           | Kameroen - Bossembélé                         |
| RN1                           | Bossembélé - Bangui                           |
| Congo-Kinshasa                |                                               |
| N23                           | Zongo - Idama                                 |
| N6                            | Idama - Dulia                                 |
| N4                            | Dulia - Beni                                  |
| ?                             | Beni - Oeganda                                |
| Oeganda                       |                                               |
| A104                          | Congo-Kinshasa - Kenia                        |
| Kenia                         |                                               |
| A104                          | Oeganda - Athi River                          |
| A109                          | Athi River - Mombassa                         |

1 · 
2 · 
3 · 
4 · 
5 · 
6 · 
7 · 
8 · 
9